# Aurions-Idernes
Pour les articles homonymes, voir Aurions et Idernes.
Aurions-Idernes (prononcé [oʁjɔ̃ idɛʁn]) est une commune française, située dans le département des Pyrénées-Atlantiques en région Nouvelle-Aquitaine.

## Géographie

### Localisation
La commune d'Aurions-Idernes se trouve dans le département des Pyrénées-Atlantiques, en région Nouvelle-Aquitaine.
Elle se situe à 43 km par la route de Pau, préfecture du département, et à 39 km de Serres-Castet, bureau centralisateur du canton des Terres des Luys et Coteaux du Vic-Bilh dont dépend la commune depuis 2015 pour les élections départementales.
La commune fait en outre partie du bassin de vie de Lembeye.
Les communes les plus proches sont : 
Cadillon (1,9 km), Arrosès (2,2 km), Mont-Disse (2,4 km), Conchez-de-Béarn (2,6 km), Diusse (3,5 km), Saint-Jean-Poudge (4,0 km), Crouseilles (4,2 km), Aubous (4,3 km).
Sur le plan historique et culturel, Aurions-Idernes fait partie de la province du Béarn, qui fut également un État et qui présente une unité historique et culturelle à laquelle s’oppose une diversité frappante de paysages au relief tourmenté.

### Communes limitrophes
Les communes limitrophes sont  Arricau-Bordes, Arrosès, Cadillon, Crouseilles, Mont-Disse et Séméacq-Blachon.
|                | Mont-Disse      |                         |
| Cadillon       | Aurions-Idernes | Arrosès                 |
| Arricau-Bordes | Séméacq-Blachon | Crouseilles (sur 100 m) |

### Hydrographie

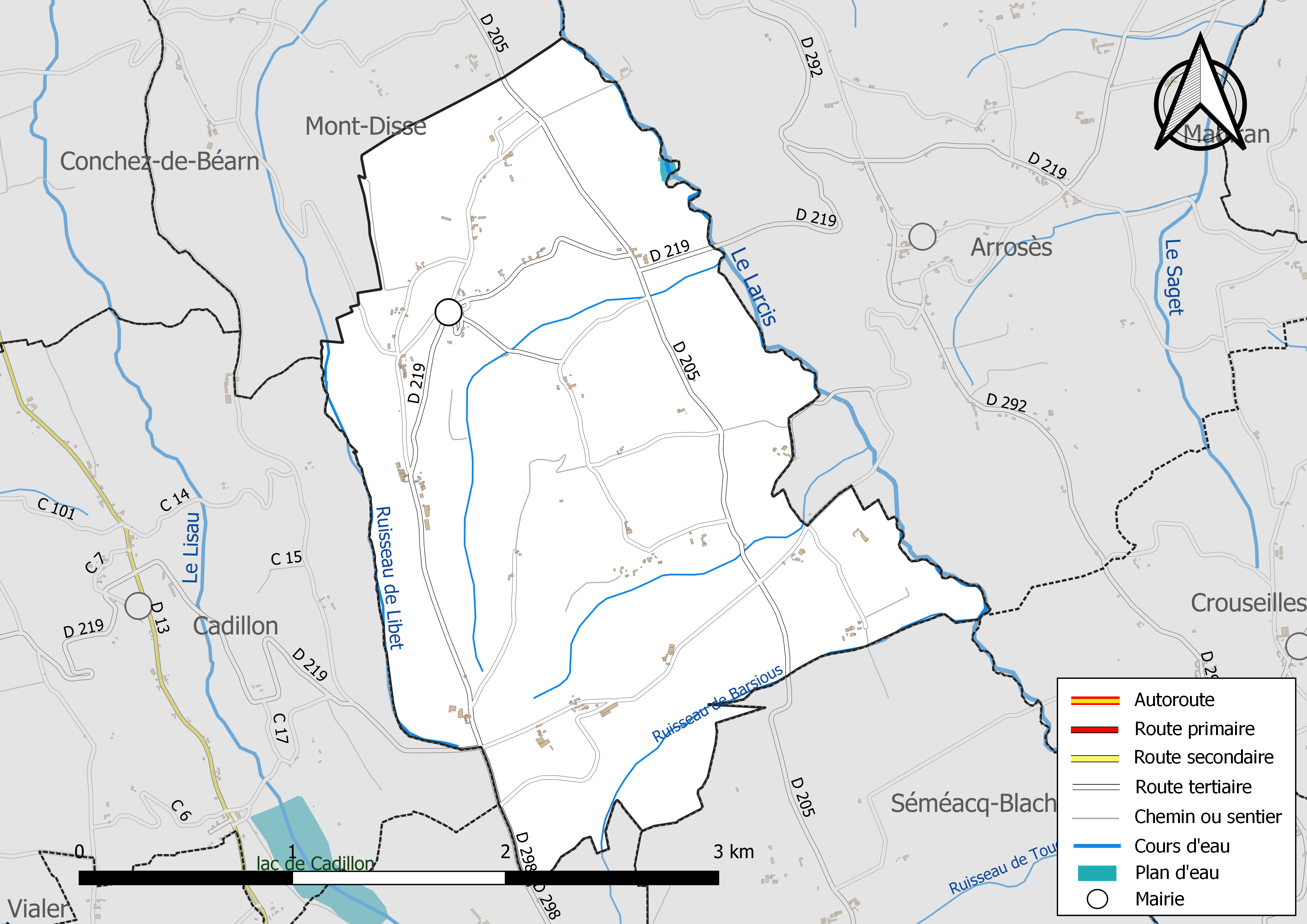
Réseaux hydrographique et routier d'Aurions-Idernes.

La commune est drainée par le Larcis, le ruisseau de Libet, le ruisseau de Barsious et par divers petits cours d'eau, constituant un réseau hydrographique de 9 km de longueur totale,.
Le Larcis, d'une longueur totale de 34,8 km, prend sa source dans la commune de Luc-Armau, et s'écoule vers le nord-ouest. Il se jette dans le Léez à Projan, après avoir traversé 20 communes.

### Climat
Pour des articles plus généraux, voir Climat de la Nouvelle-Aquitaine et Climat des Pyrénées-Atlantiques.
Historiquement, la commune est exposée à un climat océanique aquitain.  
En 2020, Météo-France publie une typologie des climats de la France métropolitaine dans laquelle la commune est dans une zone de transition entre le climat océanique et le climat océanique altéré et est dans la région climatique Aquitaine, Gascogne, caractérisée par une pluviométrie abondante au printemps, modérée en automne, un faible ensoleillement au printemps, un été chaud (19,5 °C), des vents faibles, des brouillards fréquents en automne et en hiver et des orages fréquents en été (15 à 20 jours).
Pour la période 1971-2000, la température annuelle moyenne est de 13,1 °C, avec une amplitude thermique annuelle de 14,4 °C. Le cumul annuel moyen de précipitations est de 1 044 mm, avec 11,4 jours de précipitations en janvier et 7,8 jours en juillet. Pour la période 1991-2020, la température moyenne annuelle observée sur la station météorologique la plus proche, située sur la commune de Mont-Disse à 2 km à vol d'oiseau, est de 13,9 °C et le cumul annuel moyen de précipitations est de 1 010,8 mm,. Pour l'avenir, les paramètres climatiques de la commune estimés pour 2050 selon différents scénarios d’émission de gaz à effet de serre sont consultables sur un site dédié publié par Météo-France en novembre 2022.

### Milieux naturels et biodiversité
Aucun espace naturel présentant un intérêt patrimonial n'est recensé sur la commune dans l'inventaire national du patrimoine naturel,,.

## Urbanisme

### Typologie
Au 1er janvier 2024, Aurions-Idernes est catégorisée commune rurale à habitat très dispersé, selon la nouvelle grille communale de densité à sept niveaux définie par l'Insee en 2022.
Elle est située hors unité urbaine et hors attraction des villes,.

### Occupation des sols

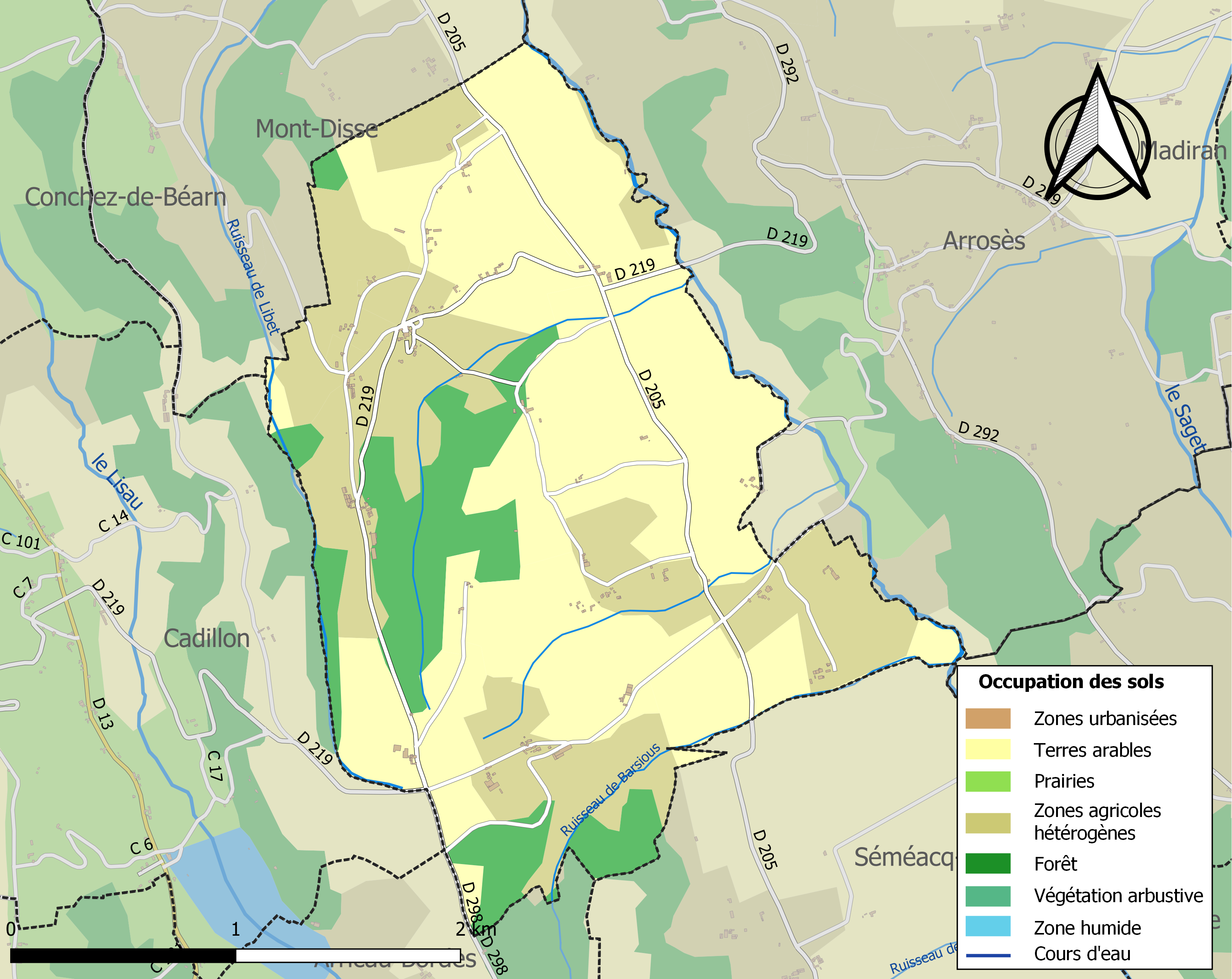
Carte des infrastructures et de l'occupation des sols de la commune en 2018 (CLC).

L'occupation des sols de la commune, telle qu'elle ressort de la base de données européenne d’occupation biophysique des sols Corine Land Cover (CLC), est marquée par l'importance des territoires agricoles (85,7 % en 2018), en augmentation par rapport à 1990 (83,4 %). La répartition détaillée en 2018 est la suivante : 
terres arables (37 %), zones agricoles hétérogènes (31,9 %), cultures permanentes (16,8 %), forêts (14,3 %). L'évolution de l’occupation des sols de la commune et de ses infrastructures peut être observée sur les différentes représentations cartographiques du territoire : la carte de Cassini (XVIIIe siècle), la carte d'état-major (1820-1866) et les cartes ou photos aériennes de l'IGN pour la période actuelle (1950 à aujourd'hui).

### Lieux-dits et hameaux
- l'Abbat[23]
- Aurions
- Les Barsious[24],[23]
- Biau[6]
- Bitaillou[6]
- Bouché[6]
- Cassou[6]
- Clocq[6]
- Crampilh[6]
- Dumas[6]
- Farandou[6]
- Froment[6]
- Hourcadet[6]
- Idernes
- Labatte[6]
- Lafitau[6]
- Lafontaa[6]
- Lahaille[6]
- Larribau[6]
- Pin[6]
- Poublan[6]
- Pouchan[6]
- Sy[6]
- le Tétour[25],[6]

### Voies de communication et transports
Elle est desservie par les routes départementales D 205 et D 219.

### Risques majeurs
Le territoire de la commune d'Aurions-Idernes est vulnérable à différents aléas naturels : météorologiques (tempête, orage, neige, grand froid, canicule ou sécheresse), inondations et séisme (sismicité modérée). Un site publié par le BRGM permet d'évaluer simplement et rapidement les risques d'un bien localisé soit par son adresse soit par le numéro de sa parcelle.
Certaines parties du territoire communal sont susceptibles d’être affectées par le risque d’inondation par une crue à  débordement lent de cours d'eau, notamment le Larcis. La commune a été reconnue en état de catastrophe naturelle au titre des dommages causés par les inondations et coulées de boue survenues en 1982 et 2009,.

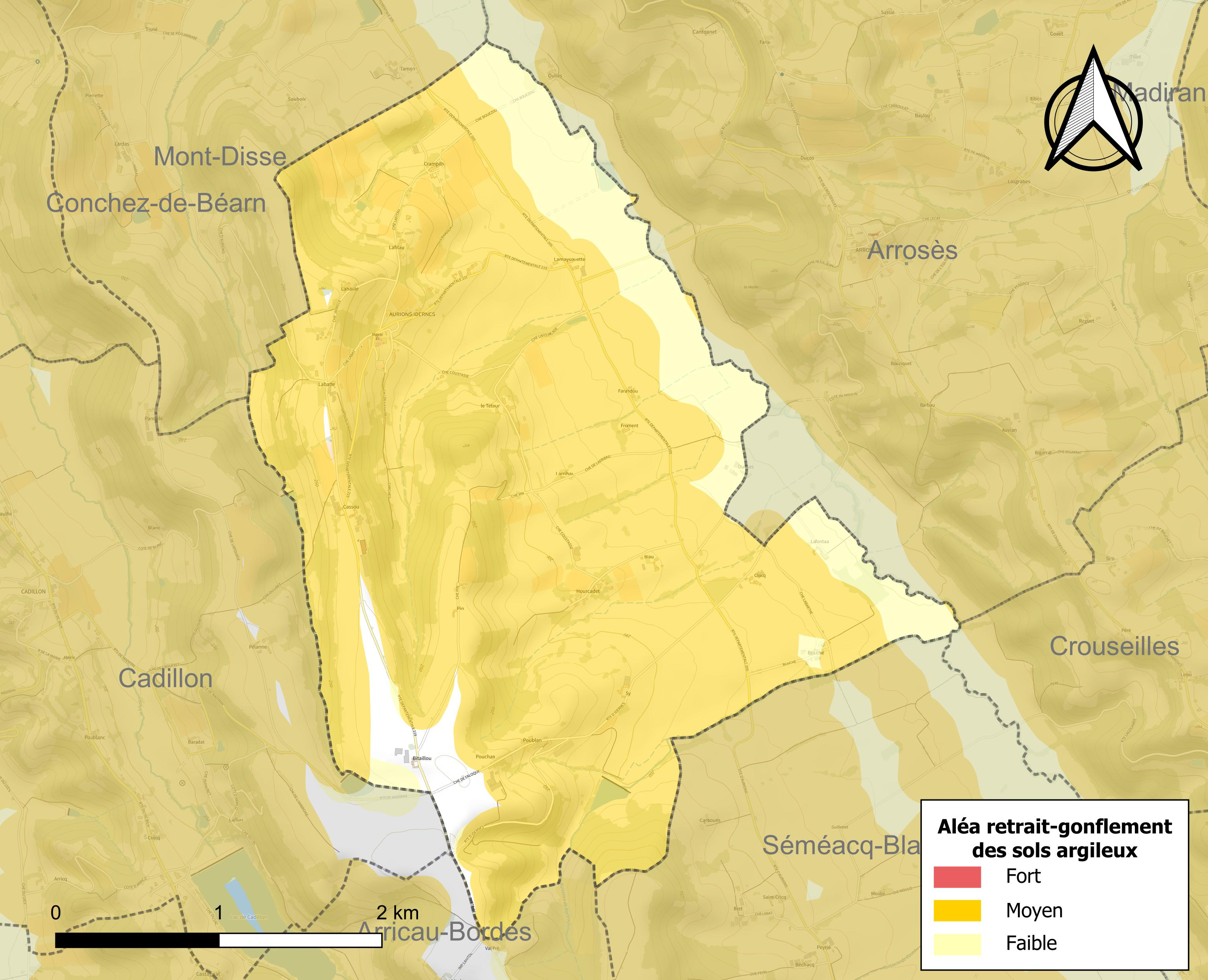
Carte des zones d'aléa retrait-gonflement des sols argileux d'Aurions-Idernes.

Le retrait-gonflement des sols argileux est susceptible d'engendrer des dommages importants aux bâtiments en cas d’alternance de périodes de sécheresse et de pluie. 85,1 % de la superficie communale est en aléa moyen ou fort (59 % au niveau départemental et 48,5 % au niveau national). Depuis le 1er octobre 2020, en application de la loi ELAN, différentes contraintes s'imposent aux vendeurs, maîtres d'ouvrages ou constructeurs de biens situés dans une zone classée en aléa moyen ou fort,.
Concernant les mouvements de terrains, la commune a été reconnue en état de catastrophe naturelle au titre des dommages causés par des mouvements de terrain en 2021.

## Toponymie
Le toponyme Aurions apparaît sous les formes 
Ryons (1227, registres de Bordeaux), 
Aurios (1385, censier de Béarn), 
Riontz (1538, réformation de Béarn), 
Aurious sur la carte de Cassini (fin XVIIIe siècle) et 
Aurious (1801, Bulletin des lois).
Le toponyme Idernes apparaît sous les formes 
Ydernes (1385, censier de Béarn), 
Ydernas (vers 1540, réformation de Béarn) et 
Idernes sur la carte de Cassini (fin XVIIIe siècle.
Michel Grosclaude indique qu’Aurions provient du nom d’homme latin Aurius augmenté du suffixe -onis pour donner « domaine d’Aurius ». En revanche l’origine du toponyme Idernes reste obscure.
Son nom béarnais est Aurions-Idèrnas ou Aurioûs-Idèrnes.
L'Abbat et Les Barsious sont mentionnés dans le dictionnaire topographique Béarn-Pays basque de 1863 et désignaient des landes. Scayahouet et Tambourret sont deux autres microtoponymes de la commune, désignant des champs au XXe siècle.
Cailhabet est une ancienne ferme citée par le dictionnaire de 1863.
Castéra était un écart d’Aurions-Idernes, mentionné dans le dictionnaire topographique de 1863, tout comme les Tapiotes.
Le toponyme Disse, ancien hameau des communes d'Aurions-Idernes et de Mont, apparaît sous les formes 
Düsse (1487, registre des Établissements de Béarn), 
Dissa et Dyssa (respectivement 1538 et 1546, réformation de Béarn).
L'Enclos est un ancien hameau de la commune, mentionné en 1863.
Serramone était un fief de la commune, vassal de la vicomté de Béarn. Il est mentionné en 1538 (Serramona) et 1675 (Sarramonne) dans les recueils de la réformation de Béarn, puis en 1780 (Sarramoune) dans le terrier d’Aurions.

## Histoire
Paul Raymond note qu'en 1385, Aurions et Idernes dépendaient du bailliage de Lembeye et comptaient respectivement onze et trois feux.
Idernes s'est unie à Aurions en 1844. En 1846, la commune, jusque-là membre du canton de Garlin, est ajoutée au canton de Lembeye.

## Politique et administration

### Liste des maires
| Période                                  | Période  | Identité          | Étiquette | Qualité         |
| ---------------------------------------- | -------- | ----------------- | --------- | --------------- |
| 1995                                     | 2008     | André Lagrave     |           |                 |
| 2008                                     | 2020     | Nadine Oulie      | DVG       | Sans profession |
| 2020                                     | En cours | Benoit Monplaisir | DVG       |                 |
| Les données manquantes sont à compléter. |          |                   |           |                 |

### Intercommunalité
Aurions-Idernes fait partie de cinq structures intercommunales :
- la communauté de communes du Nord-Est Béarn ;
- le SIVU de la voirie du canton de Lembeye ;
- le SIVU de regroupement pédagogique d'Aurions-Idernes, Arrosès, Séméacq-Blachon et Moncaup ;
- le syndicat d'énergie des Pyrénées-Atlantiques ;
- le syndicat intercommunal d’alimentation en eau potable (SIAEP) du Vic-Bilh Montanérès.

## Population et société

### Démographie
Le nom des habitants est Aurionais.
L'évolution du nombre d'habitants est connue à travers les recensements de la population effectués dans la commune depuis 1793. Pour les communes de moins de 10 000 habitants, une enquête de recensement portant sur toute la population est réalisée tous les cinq ans, les populations de référence des années intermédiaires étant quant à elles estimées par interpolation ou extrapolation. Pour la commune, le premier recensement exhaustif entrant dans le cadre du nouveau dispositif a été réalisé en 2007.

En 2022, la commune comptait 108 habitants, en évolution de +3,85 % par rapport à 2016 (Pyrénées-Atlantiques : +3,78 %, France hors Mayotte : +2,11 %).
| 1793 | 1800 | 1806 | 1821 | 1831 | 1836 | 1841 | 1846 | 1851 |
| ---- | ---- | ---- | ---- | ---- | ---- | ---- | ---- | ---- |
| 204  | 239  | 251  | 205  | 275  | 302  | 432  | 451  | 407  |

| 1856 | 1861 | 1866 | 1872 | 1876 | 1881 | 1886 | 1891 | 1896 |
| ---- | ---- | ---- | ---- | ---- | ---- | ---- | ---- | ---- |
| 406  | 391  | 343  | 331  | 306  | 286  | 284  | 262  | 273  |

| 1901 | 1906 | 1911 | 1921 | 1926 | 1931 | 1936 | 1946 | 1954 |
| ---- | ---- | ---- | ---- | ---- | ---- | ---- | ---- | ---- |
| 236  | 223  | 228  | 191  | 201  | 191  | 189  | 175  | 175  |

| 1962 | 1968 | 1975 | 1982 | 1990 | 1999 | 2006 | 2007 | 2012 |
| ---- | ---- | ---- | ---- | ---- | ---- | ---- | ---- | ---- |
| 169  | 174  | 144  | 157  | 141  | 117  | 114  | 113  | 104  |

| 2017 | 2022 | - | - | - | - | - | - | - |
| ---- | ---- | - | - | - | - | - | - | - |
| 104  | 108  | - | - | - | - | - | - | - |

De 1793 à 1836, la population indiquée ne reflète que celle d'Aurions, encore séparé d’Idernes, dont la population durant cette même période est décrite ci-dessous.
| 1793 | 1800 | 1806 | 1821 | 1831 | 1836 |
| ---- | ---- | ---- | ---- | ---- | ---- |
| 107  | 102  | 122  | 107  | 114  | 119  |

## Économie
La commune fait partie des zones d'appellation d'origine contrôlée (AOC) du madiran, du pacherenc-du-vic-bilh et du béarn.

## Culture locale et patrimoine

### Lieux et monuments

#### Patrimoine civil
Des ensembles fortifiés aux lieux-dits Barsious et le Tétour d'Aurions témoignent de l'histoire médiévale du village.

#### Patrimoine religieux
L'église Saint-Pierre, dont une partie est classée par les monuments historiques, à Aurions, date partiellement du XIIe siècle. Elle recèle du mobilier (chaire à prêcher, retable, tabernacle, autel et gradins, et ensemble du maître-autel,), une lithographie, un tableau et des objets (nappes de clôture de chœur et chandeliers d'autel) inscrits à l'Inventaire général du patrimoine culturel.

## Pour approfondir